# Визябож (посёлок)
Визябож — посёлок в Корткеросском районе республики Коми в составе сельского поселения Додзь.

## География
Расположен на левом берегу Вычегды примерно в 17 км по прямой на запад-юго-запад от районного центра села Корткерос.

## История
Посёлок зарегистрирован в 1954 году. В 1956 году был отмечен как посёлок сплавщиков. В 1959 году здесь жили 360 человек, в 1989 — 654 человека, в 1995 — 515 человек.

## Население
Постоянное население составляло 497 человек (коми 48 %, русские 43 %) в 2002 году, 471 — в 2010.